# C'est dur d'être un homme : Quelle salade !
Série C'est dur d'être un homme
C'est dur d'être un homme : Il était une fois Tora-san
(1987) C'est dur d'être un homme : Détour par Vienne
(1989)
Pour plus de détails, voir Fiche technique et Distribution.
C'est dur d'être un homme : Quelle salade ! (男はつらいよ 寅次郎サラダ記念日, Otoko wa tsurai yo: Torajirō sarada kinenbi) est un film japonais réalisé par Yōji Yamada et sorti en 1988. C'est le 40e film de la série C'est dur d'être un homme.

## Fiche technique
- Titre : C'est dur d'être un homme : Quelle salade ![1]
- Titre original : 男はつらいよ 寅次郎サラダ記念日 (Otoko wa tsurai yo: Torajirō sarada kinenbi?)
- Réalisation : Yōji Yamada
- Scénario : Yōji Yamada et Yoshitaka Asama
- Photographie : Tetsuo Takaha (ja)
- Montage : Iwao Ishii (ja)
- Musique : Naozumi Yamamoto
- Décors : Mitsuo Degawa
- Son : Isao Suzuki (ja) et Ryūji Matsumoto (ja)
- Producteur : Kiyoshi Shimazu
- Société de production : Shōchiku
- Pays de production :  Japon
- Langue originale : japonais
- Format : couleur — 2,35:1 — 35 mm — son mono
- Genres : comédie dramatique ; romance
- Durée : 100 minutes[2] (métrage : huit bobines - 2 733 m[2])
- Dates de sortie :
  - Japon : 24 décembre 1988[2]

## Distribution
- Kiyoshi Atsumi : Torajirō Kuruma / Tora-san
- Chieko Baishō : Sakura Suwa, sa demi-sœur
- Masami Shimojō (ja) : Ryūzō Kuruma, son oncle
- Chieko Misaki (ja) : Tsune Kuruma, sa tante
- Gin Maeda (en) : Hiroshi Suwa, le mari de Sakura
- Hidetaka Yoshioka : Mitsuo Suwa, le fils de Sakura et de Hiroshi
- Yoshiko Mita : Machiko Harada
- Tomoko Naraoka : Yaeko, la mère de Machiko
- Hiroko Mita (ja) : Yuki
- Toshinori Omi (ja) : Shigeru, étudiant à l'université Waseda
- Mitsue Suzuki (ja) : Kikue, la grand-mère de la gare de Komoro
- Kei Suma (ja) : le directeur de l'hôpital de Komoro
- Hisao Dazai (ja) : Umetarō Katsura, le voisin imprimeur
- Gajirō Satō (ja) : Genko
- Chishū Ryū : Gozen-sama, le grand prêtre